# Vețca
Vețca ou Székelyvécke en hongrois (Wetz en allemand) est une commune roumaine du județ de Mureș, dans la région historique de Transylvanie et dans la région de développement du Centre.

## Géographie
La commune de Vețca est située dans le sud-est du județ, sur la Plateau de la Târnava, entre les vallées de la Târnava Mică au nord et celle de la Târnava Mare au sud, à 25 km au nord de Sighișoara et à 35 km au sud-est de Târgu Mureș, le chef-lieu du județ.
La municipalité est composée des trois villages suivants (population en 2002) :
- jacodu (294) ;
- Sălașuri (157) ;
- Vețca (411), siège de la municipalité.

## Histoire
La première mention écrite du village date de 1319. La commune est depuis toujours un village sicule.
La commune de Vețca a appartenu au royaume de Hongrie, puis à l'empire d'Autriche et à l'Empire austro-hongrois.
En 1876, lors de la réorganisation administrative de la Transylvanie, elle a été rattachée au comitat de Udvarhely dont le chef-lieu était la ville de Székelyudvahely.
La commune de Vețca a rejoint la Roumanie en 1920, au traité de Trianon, lors de la désagrégation de l'Autriche-Hongrie. Après le deuxième arbitrage de Vienne, elle a été occupée par la Hongrie de 1940 à 1944, période durant laquelle sa petite communauté juive fut exterminée par les nazis. Elle est redevenue roumaine en 1945.

## Politique
Le conseil municipal de Vețca compte 9 sièges de conseillers municipaux. À l'issue des élections municipales de juin 2008, Pál Fekete (UDMR) a été élu maire de la commune.
| Parti                                      | Nombre de conseillers |
| ------------------------------------------ | --------------------- |
| Union démocrate magyare de Roumanie (UDMR) | 9                     |

## Religions
En 2002, la composition religieuse de la commune était la suivante :
- Catholiques romains, 75,29 % ;
- Unitariens, 17,28 % ;
- Réformés, 3,71 % ;
- Chrétiens orthodoxes, 1,27 %.

## Démographie
En 1910, la commune comptait 6 Roumains (0,32 %), 1 867 Hongrois (99,10 %) et 11 Allemands (0,58 %).
En 1930, on recensait 19 Roumains (0,99 %), 1 871 Hongrois (97,86 %), 12 Juifs (0,63 %) et 8 Tsiganes (0,42 %).
En 2002, 13 Roumains (1,50 %) côtoient 785 Hongrois (91,06 %) et 64 Tsiganes (7,42 %). On comptait à cette date 465 ménages et 525 logements.
| 1850  | 1880  | 1900  | 1910  | 1930  | 1956  | 1977  | 1992 | 2002 |
| ----- | ----- | ----- | ----- | ----- | ----- | ----- | ---- | ---- |
| 2 010 | 1 796 | 1 942 | 1 884 | 1 912 | 2 185 | 1 465 | 972  | 862  |

| 2007 | - | - | - | - | - | - | - | - |
| ---- | - | - | - | - | - | - | - | - |
| 808  | - | - | - | - | - | - | - | - |

## Économie
L'économie de la commune repose sur l'agriculture et l'élevage.

## Lieux et monuments
- Vețca, église catholique de 1741.

- Jacodu, église unitarienne.